# Katherine Langford
Katherine Langford (sinh ngày 29 tháng 4 năm 1996) là một nữ diễn viên người Úc. Sau khi xuất hiện trong một số bộ phim độc lập, cô đã có bước đột phá khi đóng vai Hannah Baker trong bộ phim truyền hình Netflix 13 lý do tại sao, mang về cho cô một đề cử giải Quả Cầu Vàng. Cô tiếp tục xuất hiện trong các bộ phim Thương mến, Simon (2018) và Knives Out (2019), và bộ phim hài kịch đen Spontrating (2020)- bộ phim mà cô đã nhận được đề cử Giải thưởng Lựa chọn của Nhà phê bình. Cô cũng đóng vai chính trong loạt phim Netflix Cursed (2020).

## Thời thơ ấu
Langford sinh ra ở Perth, bang Tây Úc, và lớn lên ở Applecross, một vùng ngoại ô ven biển của Perth. Cô là con gái lớn của Elizabeth Langford (nhũ danh Green), một bác sĩ nhi khoa, và Stephen Langford, một bác sĩ kiêm giám đốc dịch vụ y tế của Royal Flying Doctor Service, Úc. Em gái của cô, Josephine Langford, cũng là một diễn viên.
Langford bắt đầu học hát với Heidi Lake vào năm 2005, và được đào tạo thanh nhạc cổ điển, jazz và nhạc đương đại. Cô được mời vào học tại Trường Perth Modern trong những năm trung học cuối cấp, nơi cô học âm nhạc và kịch nghệ, đồng thời là đội trưởng thể thao và vận động viên bơi lội được xếp hạng quốc gia. Ban đầu trong thời gian học trung học, Langford quan tâm đến y học và chính trị ngoài sân khấu âm nhạc. Vào năm 2012 khi còn là một thiếu niên, Langford đã tham dự một buổi hòa nhạc của Lady Gaga, Born This Way Ball, buổi biểu diễn này đã truyền cảm hứng cho cô học chơi piano. Cô đã chia sẻ video về việc mình hát ba bài hát gốc do cô ấy viết. Vào năm cuối tại Perth Modern, Langford ngừng bơi và chuyển sang tập trung vào âm nhạc và biểu diễn. Cô đã thành công trong một số cuộc thi nhạc kịch và kịch. Langford xuất hiện trong quá trình sản xuất Hotel Sorrento của trường vào năm 2013 và tốt nghiệp cùng năm đó.
Sau đó, cô là một trong năm sinh viên được chọn tham gia Khu cư trú dành cho diễn viên nâng cao của Viện Nghệ thuật Sân khấu Quốc gia (NIDA) vào năm 2015. Cùng năm, cô được đào tạo tại Học viện Diễn xuất Màn ảnh Nicholson và thể hiện vai tình nhân của Juan Perón trong bộ phim Evita sản xuất năm 2015. Langford đã được đề nghị một vị trí trong chương trình Cử nhân Nghệ thuật về diễn xuất tại Học viện Nghệ thuật Biểu diễn Tây Úc và dự định bắt đầu học vào năm 2016. Tuy nhiên, cô đã không nhập học mà theo đuổi các vai trò chuyên nghiệp.

## Sự nghiệp
Langford lần đầu tiên xuất hiện trong một số bộ phim độc lập nhỏ, bao gồm Story of Miss Oxygen (2015), Imperfect Quadrant (2016) và Daughter (2016). Sau đó cô được chọn vào vai Hannah Baker trong bộ phim truyền hình tuổi teen 13 lý do tại sao, cô đóng vai Baker trong hai mùa đầu tiên của loạt phim. Cô đã nghiên cứu về vai diễn này, nói chuyện với đại diện của chiến dịch nâng cao nhận thức về tấn công tình dục "It's On Us" và một bác sĩ tâm thần chuyên về tuổi vị thành niên. Một số nhà phê bình ca ngợi màn trình diễn của cô trong vai Baker. Cô đã giành được nhiều giải thưởng và đề cử cho vai diễn, bao gồm một đề cử cho Giải Quả cầu vàng cho Nữ diễn viên chính xuất sắc nhất - Phim truyền hình nhiều tập. Vào ngày 25 tháng 5 năm 2018, Langford xác nhận rằng cô ấy sẽ không trở lại với tư cách là Hannah Baker trong mùa thứ ba của loạt phim.
Langford cũng đóng vai Leah trong bộ phim Thương mến, Simon năm 2018. Vào tháng 10 năm 2018, cô được chọn tham gia Avengers: Hồi kết. Tuy nhiên, các cảnh của cô đã bị cắt khỏi bộ phim cuối cùng. 
Năm 2019, Langford đồng đóng vai chính trong Knives Out, một bộ phim bí ẩn giết người. Dàn diễn viên trong nhóm đã nhận được sự hoan nghênh của giới phê bình, và cô ấy là một phần của nhiều giải thưởng và đề cử cho vai diễn, trong đó có đề cử Giải thưởng Lựa chọn của Nhà phê bình cho Diễn viên xuất sắc nhất.
Năm 2020, cô đóng vai chính trong bộ phim Spontaneous, một bộ phim hài kịch đen tối, được đánh giá tốt. Vào ngày 12 tháng 9 năm 2018, có thông báo rằng Langford đã được chọn vào vai trong loạt phim truyền hình trực tuyến Cursed. Lấy bối cảnh thế giới Arthurian được tái tưởng tượng, Langford khắc họa Nimue, một cô gái tuổi teen được định mệnh trở thành Lady of the Lake. Nó được công chiếu trên Netflix vào tháng 7 năm 2020.

## Danh sách phim

### Điện ảnh
| Năm  | Tên                  | Vai         | Ghi chú |
| ---- | -------------------- | ----------- | ------- |
| 2015 | Story of Miss Oxygen |             |         |
| 2015 | Daughter             | Scarlett    |         |
| 2016 | Imperfect Quadrant   | Ruby        |         |
| 2018 | The Misguided        | Vesna       |         |
| 2018 | Love, Simon          | Leah Burke  |         |
| 2018 | Spontaneous          | Mara Carley |         |